# Senohrad
Senohrad (hongrois : Szénavár) est un village de Slovaquie situé dans la région de Banská Bystrica.

## Histoire
La première mention écrite du village date de 1135.

## Démographie

### Évolution de la population
| Année:               | 1994. | 2004.   | 2014.   | 2024.   |
| -------------------- | ----- | ------- | ------- | ------- |
| Nombre de personnes: | 719   | 779     | 785     | 713     |
| Différence:          |       | +8,34 % | +0,77 % | -9,17 % |

| Année:               | 2023. | 2024.   |
| -------------------- | ----- | ------- |
| Nombre de personnes: | 716   | 713     |
| Différence:          |       | -0,41 % |